# Кандата
Кандата — головний герой із твору «Павутинка» Рюноске Акутаґава. Кандата — грішник, який горів у пеклі через те, що він убивав людей, грабував і за своє життя зробив лише одне добро: пожалів павука.